# Agrarian Justice

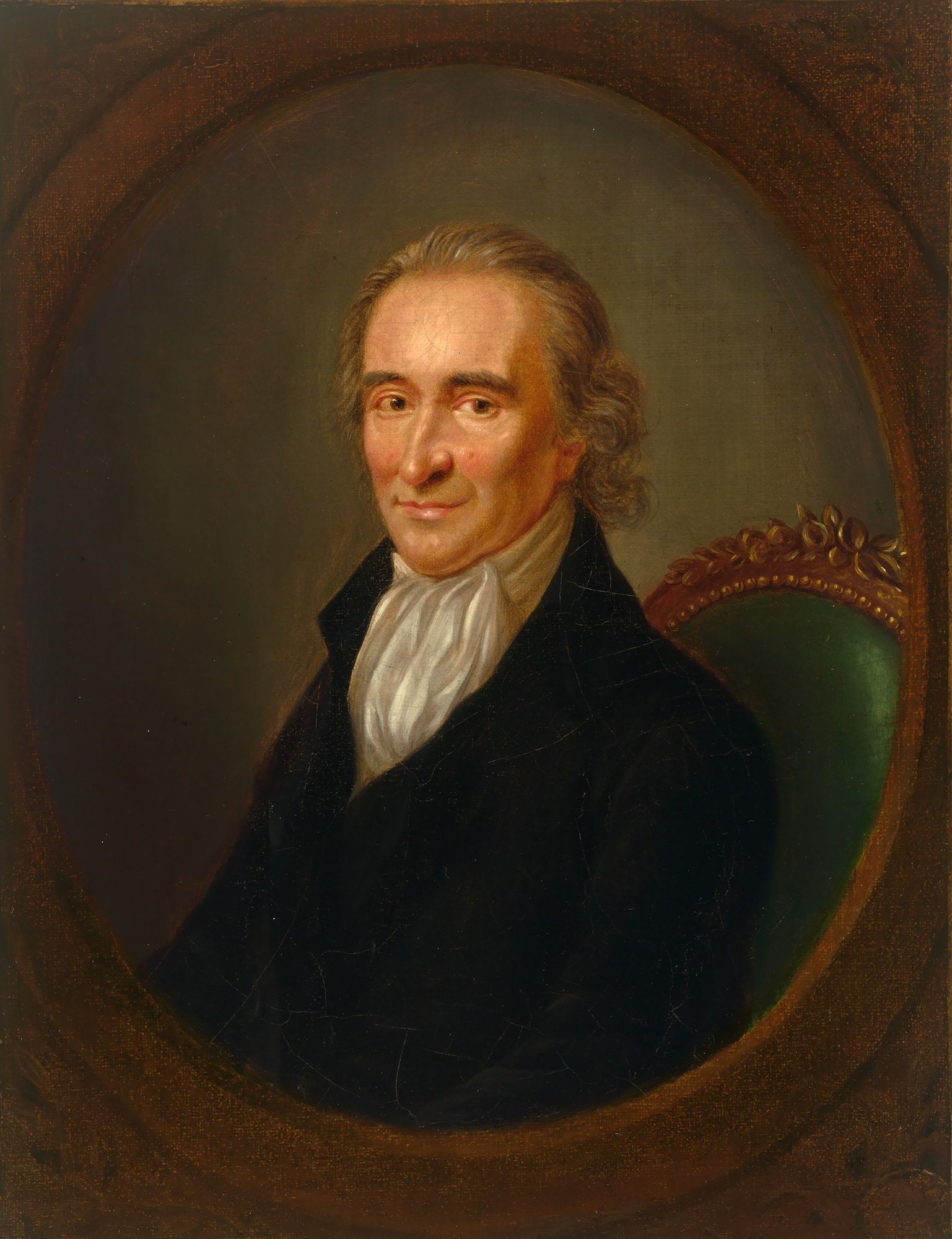
Thomas Paine

Agrarian Justice (em português: Justiça Agrária) é o título de um panfleto escrito por Thomas Paine e publicado em 1797, que propunha que aqueles que possuem terras cultivadas devem à comunidade uma renda fundiária, o que justifica um imposto predial para custear as pensões universais de velhice e invalidez e uma quantia fixa a ser pago a todos os cidadãos ao atingir a maturidade.
Foi escrito no inverno de 1795-96, mas permaneceu inédito por um ano. Paine estava indeciso se deveria esperar até o fim da guerra em curso com a França antes de publicar, no entanto, tendo lido um sermão de Richard Watson, o bispo de Llandaff, que discutia a "Sabedoria... Pobres”, ele sentiu a necessidade de publicar sob o argumento de que “ricos” e “pobres” eram divisões arbitrárias, não criadas por Deus.

## Conceitos filosóficos
O trabalho baseia-se na afirmação de que, no estado de natureza, "a terra, em seu estado natural não cultivado... era propriedade comum da raça humana". O conceito de propriedade privada surgiu como resultado necessário do desenvolvimento da agricultura, pois era impossível distinguir a posse de benfeitorias da terra da própria posse da terra. Assim, Paine via a propriedade privada como necessária e, ao mesmo tempo, afirmava que as necessidades básicas de toda a humanidade devem ser supridas por aqueles que possuem propriedade, que originalmente a tomaram do público em geral. Em certo sentido, esse é o "pagamento" deles a não proprietários pelo direito de possuir propriedade privada.